# Diecezja Quibdó
Diecezja Quibdó (łac. Dioecesis Quibduana, hisz. Diócesis de Quibdó) – rzymskokatolicka diecezja ze stolicą w Quibdó, w Kolumbii. Jest sufraganią archidiecezji Santa Fe de Antioquia.
W 2010 na terenie diecezji pracowało 14 zakonników i 49 sióstr zakonnych.

## Historia
14 listopada 1952 papież Pius XII bullą Cum usu cotidiano erygował wikariat apostolski Quibdó. Dotychczas wierni z tych terenów należeli do diecezji Antioquía (obecnie archidiecezja Santa Fe de Antioquia) i do prefektury apostolskiej Chocó.
17 grudnia 1952 wikariat apostolski Quibdó przejął część terenów zlikwidowanej tego dnia prefektury apostolskiej Chocó.
30 kwietnia 1990 papież Jan Paweł II podniósł wikariat apostolski Quibdó do rangi diecezji.

## Ordynariusze

### Wikariusze apostolscy Quibdó
- Pedro Grau y Arola CMF[1] (1953 - 1983)
- Jorge Iván Castaño Rubio CMF (1983 - 1990)

### Biskupi Quibdó
- Jorge Iván Castaño Rubio CMF (1990 - 2001) następnie mianowany biskupem pomocniczym archidiecezji Medellín
- Fidel León Cadavid Marín (2001 - 2011) następnie mianowany biskupem Sonsón–Rionegro
- Juan Carlos Barreto Barreto (2013 - 2022)

Mapa diecezji

- Wiston Mosquera Moreno (od 2024)